# AC Mestre SSD
Associazione Calcio Mestre Società Sportiva Dilettantistica, zkráceně jen Mestre je italský klub hrající v sezoně 2024/25 4. italskou fotbalovou ligu, sídlící ve městě Mestre v regionu Benátsko.

## Změny názvu klubu
- 1927/28 – 1933/34 – US Mestrina (Unione Sportiva Mestrina)
- 1934/35 – 1944/45 – AFC Mestre (Associazione Fascista Calcio Mestre)
- 1945/46 – 1979/80 – US Mestrina (Unione Sportiva Mestrina)
- 1980/81 – 1990/91 – AC Mestre (Associazione Calcio Mestre)
- 1990/92 – 1992/93 – US Malcontenta-Mestrina (Unione Sportiva Malcontenta-Mestrina)
- 1993/94 – 2002/03 – AC Mestre (Associazione Calcio Mestre)
- 2003/04 – AS Mestre (Associazione Sportiva Mestre)
- 2004/05 – AC Mestre ASD (Associazione Calcio Mestre Associazione Sportiva Dilettantistica)
- 2005/06 – 2014/15 – AC Mestre (Associazione Calcio Mestre)
- 2015/16 – 2016/17 – SSD AC Mestre (Società Sportiva Dilettantistica Associazione Calcio Mestre)
- 2017/18 – AC Mestre (Associazione Calcio Mestre)
- 2018/19 – AC Mestre SSD (Associazione Calcio Mestre Società Sportiva Dilettantistica)

## Získané trofeje

### Vyhrané domácí soutěže
- 3. italská liga (2x)

1945/46, 1947/48
- 4. italská liga (2x)

1954/55, 2016/17

## Účast v ligách
| Úroveň soutěže | Název soutěže (nynější název) | První hraná sezona | Poslední hraná sezona | celkem odehraných sezon |
| -------------- | ----------------------------- | ------------------ | --------------------- | ----------------------- |
| 2              | Serie B                       | 1946/47            | 1946/47               | 1                       |
| 3              | Serie C                       | 1931/32            | 2017/18               | 29                      |
| 4              | Serie D                       | 1928/29            | 2024/25               | 37                      |
| 5              | Eccellenza                    | 1995/96            | 1995/96               | 1                       |

## Trenéři

### Známí trenéři v klubu
- Virginio Rosetta (1946–1947)
- Edoardo Reja (1985–1986)
- Giuseppe Galderisi (2001–2002)